# یواس‌ان‌اس سروان جیمز ای رابینسون (تی‌ای‌کی-۲۷۴)
یواس‌ان‌اس سروان جیمز ای رابینسون (تی‌ای‌کی-۲۷۴) (به انگلیسی: USNS Lt. James E. Robinson (T-AK-274)) یک کشتی بود که طول آن ۴۵۵ فوت (۱۳۹ متر) بود. این کشتی در سال ۱۹۴۴ ساخته شد.